# Jan Møller
Jan Møller (* 16. November 1957 in Odense) ist ein ehemaliger dänischer Radrennfahrer.

## Sportliche Laufbahn
Møller gewann 1975 bei den dänischen Meisterschaften der Junioren seinen ersten nationalen Titel, als er in der  Mannschaftsverfolgung siegte. Bei den Amateuren holte er dann 1980 die Vize-Meisterschaft in der Mannschaftsverfolgung. 1982 wurde er Meister mit Henning Larsen, Claus Rasmussen und Stig Larsen. 2017 gewann er die nationale Meisterschaft im Omnium in der Seniorenklasse.